# 托拉尔巴

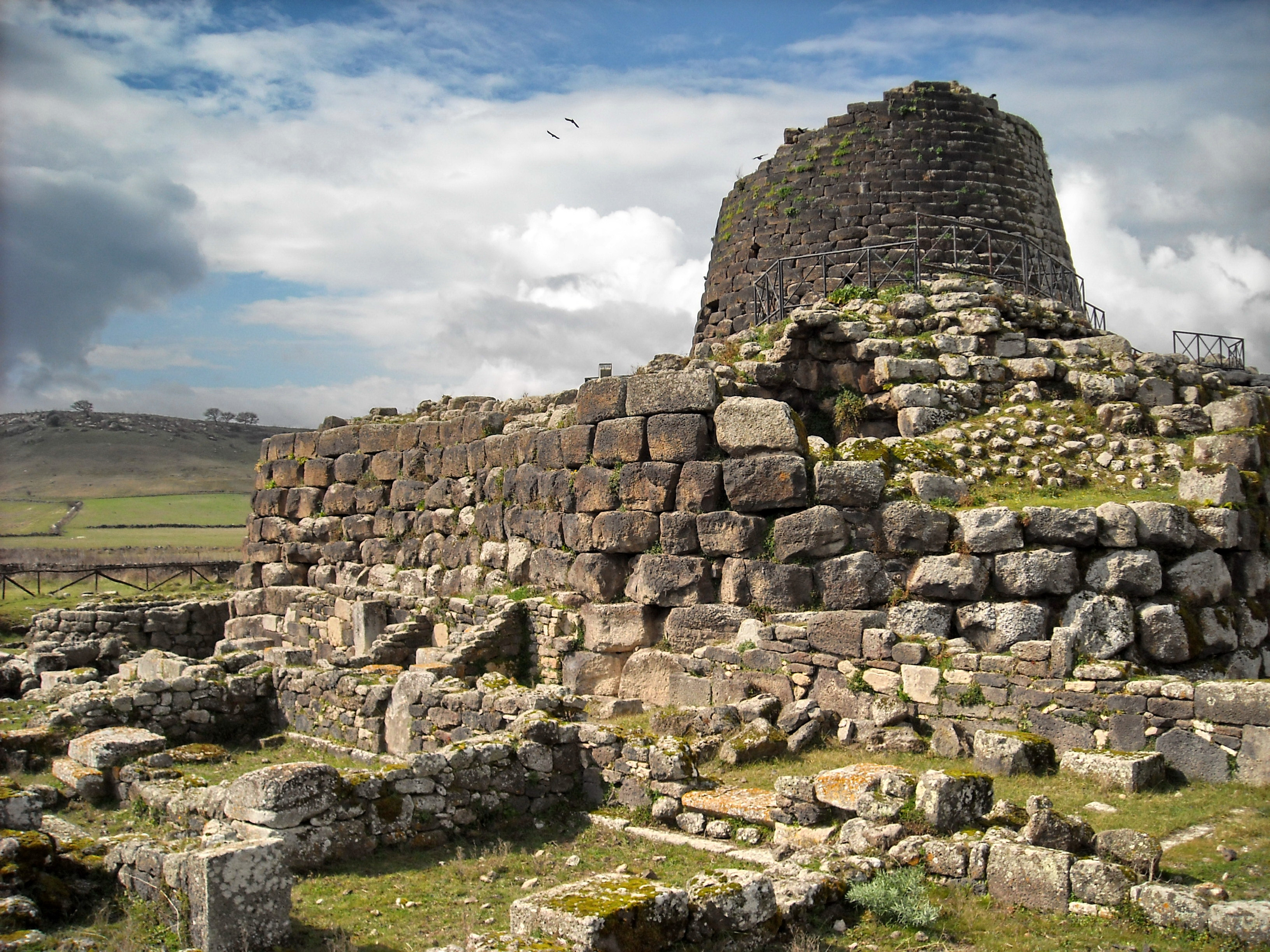
在托拉尔巴的努拉吉遺跡

托拉尔巴（義大利語：Torralba），是意大利萨萨里省的一个市镇。总面积36.75平方公里，人口1001人，人口密度27.2人/平方公里（2009年）。ISTAT代码为090073。